# FK Enerhetyk-BGOE Minsk
FK Enerhetyk-BGOE Minsk (Wit-Russisch: ФК Энергетык-БДУ) is een Wit-Russische voetbalclub uit de hoofdstad Minsk. De club staat ook bekend onder de Russische naam Energetik-BGOE Minsk. 
De club werd in 1996 opgericht als Zvezda en begon in de Druhaja Liga. In 1998 werd de club kampioen en ging een samenwerking aan met de Wit-Russische militaire academie (Voyennaya Akademiya afgekort VA) en de Wit-Russische Staatsuniversiteit (BGU) en ging als Zvezda-VA-BGOE spelen.  In 2001 promoveerde de club na een tweede plaats in de Persjaja Liga voor het eerst naar de Vysjejsjaja Liga. In 2005 werd de club hernoemd in Zvezda-BGOE. In 2006 kwam de club tot de halve finale van het toernooi om de Wit-Russische voetbalbeker maar degradeerde ook. In 2017 werd de naam Energetyk-BGOE aangenomen en in 2018 promoveerde de club wederom naar het hoogste niveau. Daar handhaafde de club zich in het seizoen 2019.
Het vrouwenteam dat als Zorka-BDOE speelt, werd in 2007 landskampioen, won in 2009, 2010 en 2012 de beker en won in 2010, 2013 en 2017 de supercup.